# Saskatoon (cây)
Amelanchier alnifolia, Saskatoon, serviceberry Thái Bình Dương, serviceberry phương tây, amelanchier lá alder, amelanchier lùn, lê chuckley, hoặc juneberry phương tây, là một loài cây bụi với quả cỡ berry ăn được, nguồn gốc Bắc Mỹ từ Alaska băng qua hầu hết các khu vực phía Tây Canada và ở miền tây và bắc trung Hoa Kỳ. Trong lịch sử, nó còn được gọi là quả bồ câu (pigeon berry). Nó phát triển ở phía bắc, phạm vi lên đến 2.600 m (8.530 ft) độ cao ở California và 3.400 m (11.200 ft) trên dãy núi Rocky, và là một loại cây bụi phổ biến trong rừng.

## Từ nguyên
Tên gọi saskatoon bắt nguồn từ danh từ vô tri của người Cree misâskwatômina (misâskwatômin NI sg, saskatoonberry, misâskwatômina NI pl saskatoonberries). Thành phố Saskatoon, Saskatchewan, được đặt tên theo loại quả mọng này.
Tên loài alnifolia là một tính từ Latinh giống cái. Nó là một từ ghép của các từ tiếng Latinh alnus (Chi Tống quán sủ) và từ folium (lá).

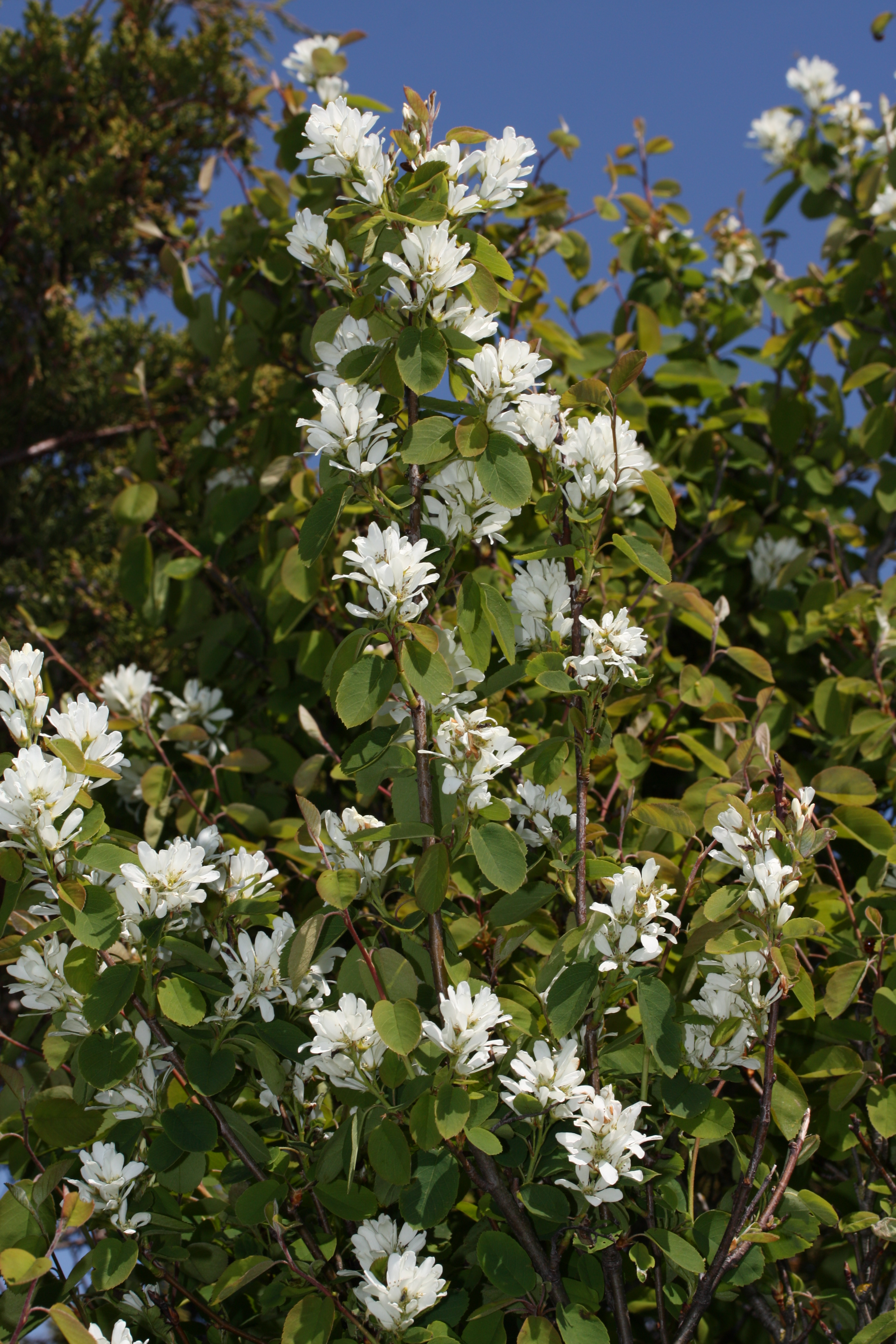
Amelanchier alnifolia var. semiintegrifolia, Craft Island Washington

## Mô tả
Saskatoon là một cây bụi hoặc cây thân gỗ nhỏ rụng lá thường phát triển đến 1–8 m (3–26 ft), hiếm khi cao đến 10 m hay 33 ft. Hình thức phát triển của nó trải dài từ việc hấp thụ và hình thành các bụi con đến kết hợp.
Lá hình bầu dục đến gần tròn, dài 2–5 cm (0,79–1,97 in) và rộng 1–4,5 cm (0,39–1,77 in), trên cuống lá dài 0,5–2 cm (0,20–0,79 in), mép lá có răng cưa chủ yếu từ giữa lá. Những tán lá được tìm kiếm bởi hươu, nai sừng tấm, thỏ và gia súc.
Giống như tất cả các loài trong chi Amelanchier, hoa có màu trắng, với năm cánh hoa khá riêng biệt. Ở A. alnifolia, chúng có kích thước khoảng 2–3 cm (0,79–1,18 in) bề ngang, và xuất hiện trên các nhánh hoa ngắn gồm 3 đến 20 chen chúc nhau, vào mùa xuân trong khi các lá mới vẫn đang mở rộng.
Quả là một quả pome nhỏ màu tím đường kính 5–15 mm (0,20–0,59 in), chín vào đầu mùa hè ở các vùng ven biển và cuối mùa hè xa hơn trong đất liền. Chúng được ăn bởi động vật hoang dã bao gồm chim, sóc và gấu. Nó cũng là vật chủ ấu trùng của loài đuôi nhạn hổ nhạt, đuôi nhạn hai đuôi và đuôi nhạn hổ phương tây.

## Các thứ
Có ba thứ, bao gồm:
- A. a. var. alnifolia. Phần đông bắc của phạm vi loài.[13]
- A. a. var. pumila (Nutt.) A.Nelson. Dãy núi Rocky, Sierra Nevada.[14][15]
- A. a. var. semiintegrifolia (Móc câu.) CLHitchc. Vùng ven biển Thái Bình Dương, Alaska đến tây bắc California[16][17]

## Trồng trọt và sử dụng
Cây con được trồng với 13–20 foot (4,0–6,1 m) giữa các hàng và 1,5–3 foot (0,46–0,91 m) giữa các cây. Một bụi riêng lẻ có thể kết trái từ 30 năm trở lên.
Với vị ngọt, bùi, loại quả này từ lâu đã được người Canada bản địa ăn ở dạng tươi hoặc khô. Chúng được biết đến nhiều như một thành phần trong pemmican, một chế phẩm chế biến từ thịt khô có thêm quả Saskatoon làm hương vị và chất bảo quản. Chúng được sử dụng trong bánh saskatoon berry, mứt, rượu vang, cider, bia và ngâm đường tương tự như quả nam việt quất khô được sử dụng cho ngũ cốc, scroggin và thức ăn nhẹ.
Năm 2004, Cơ quan Tiêu chuẩn Thực phẩm Anh Quốc đã đình chỉ việc bán các loại quả saskatoon khi chờ kiểm tra độ an toàn; lệnh cấm cuối cùng đã được dỡ bỏ sau áp lực từ Liên minh châu Âu.

## Chất dinh dưỡng
| Chất dinh dưỡng trong quả saskatoon thô |                    |                     |
| Chất dinh dưỡng                         | Giá trị trên 100 g | % Giá trị hàng ngày |
| Năng lượng                              | 85 kcal            |                     |
| Tổng Chất xơ                            | 5,9 g              | 20%                 |
| Đường, tổng                             | 11.4 g             | số 8%               |
| Calci                                   | 42 mg              | 4%                  |
| Magiê                                   | 24 mg              | 6%                  |
| Sắt                                     | 1 mg               | 12%                 |
| Mangan                                  | 1,4 mg             | 70%                 |
| Kali                                    | 162 mg             | 3%                  |
| Natri                                   | 0,5 mg             | 0%                  |
| Vitamin C                               | 3.6 mg             | 4%                  |
| Vitamin A                               | 11 IU              | 1%                  |
| Vitamin E                               | 1.1 mg             | 7%                  |
| Folate                                  | 4,6 µg             | 1%                  |
| Riboflavin                              | 3.5 mg             | > 100%              |
| Axit panthothenic                       | 0,3 mg             | 6%                  |
| Pyridoxine                              | 0,03 mg            | 2%                  |
| Biotin                                  | 20 µg              | 67%                 |

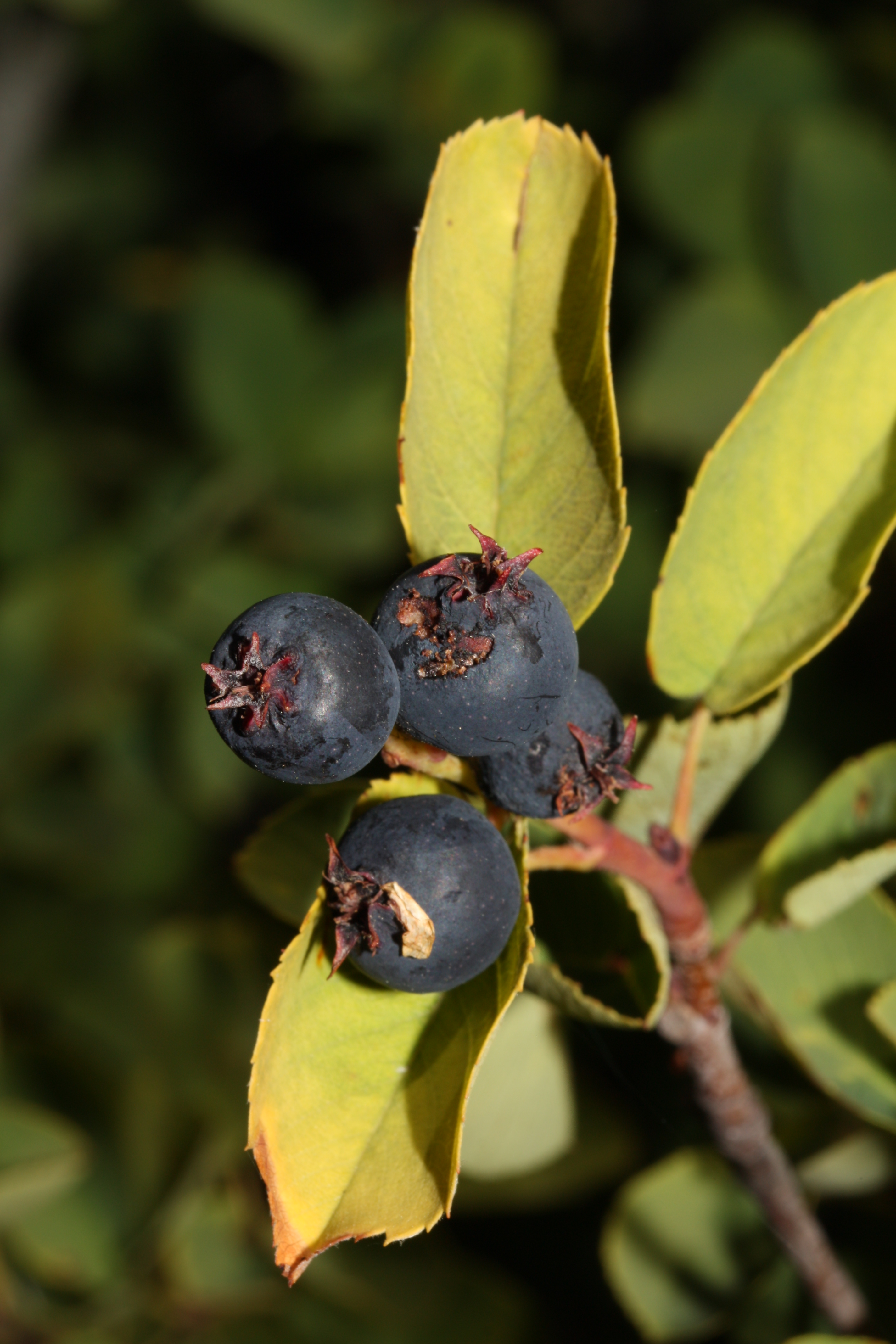
Quả saskatoon, đường kính khoảng 10 mm, chín vào mùa hè.

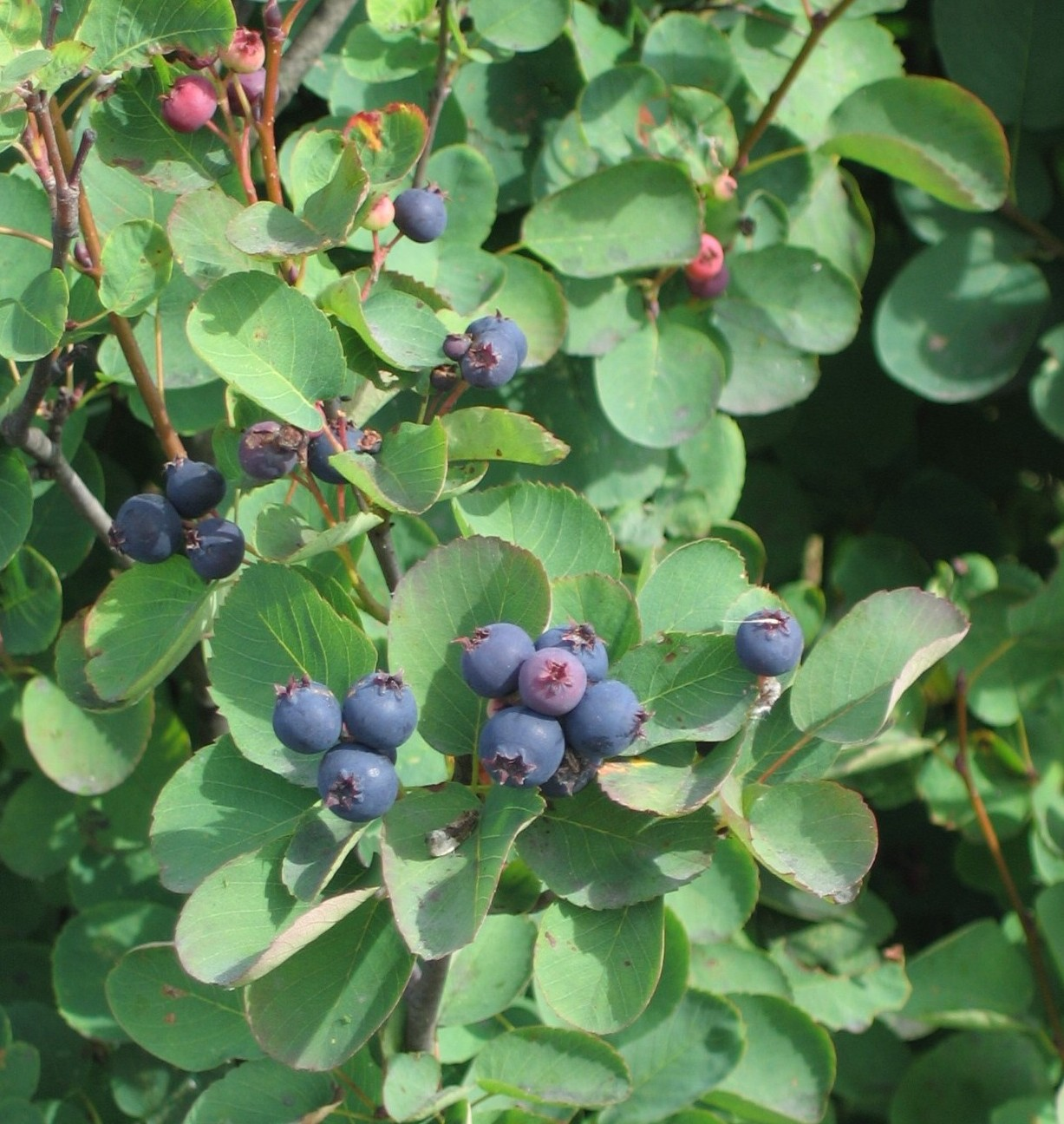
Quả có lớp sáp giống quả việt quất.

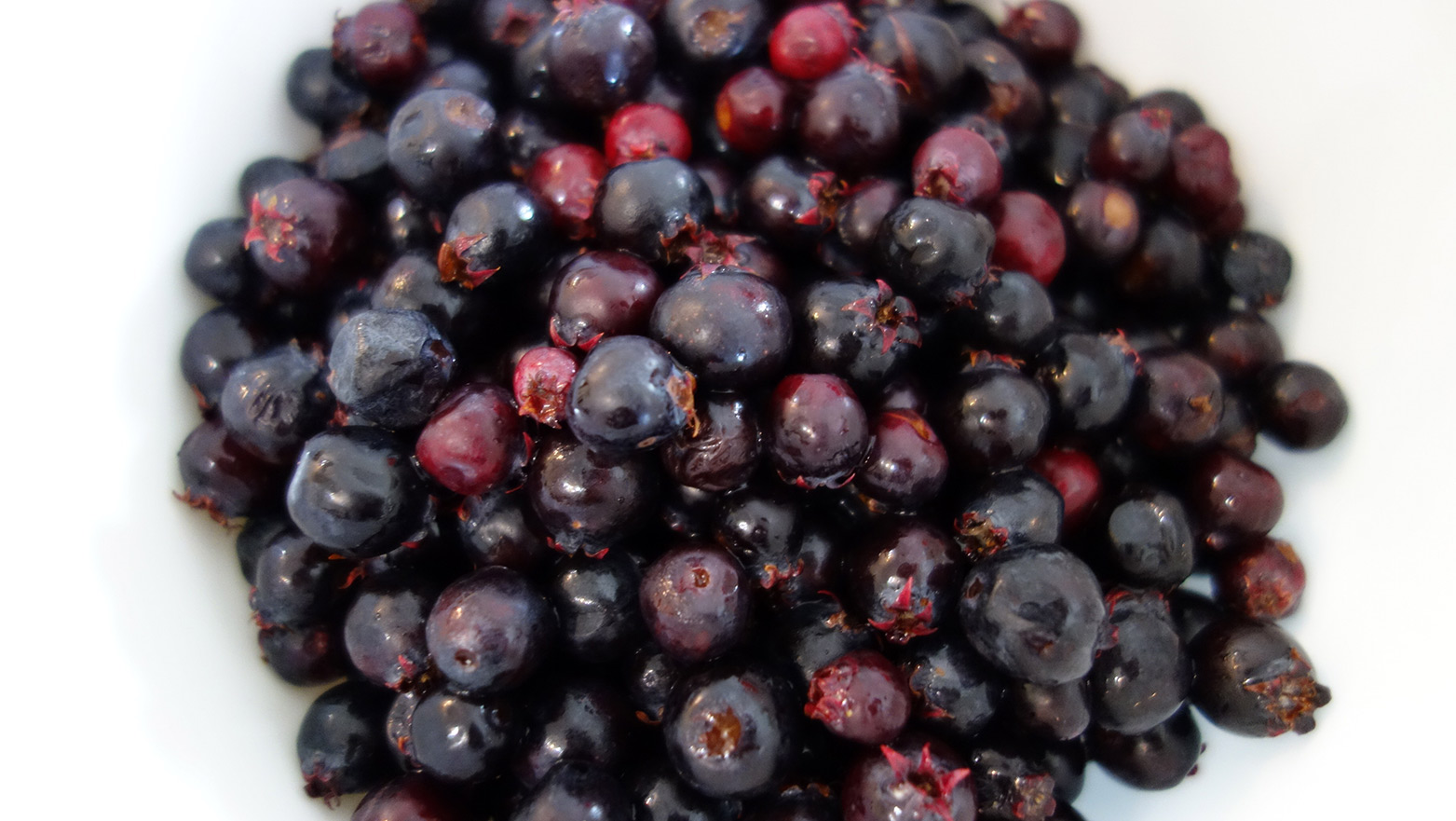
Saskatoons được chọn gần Wainwright, Alberta.

Quả Saskatoon chứa một lượng đáng kể tổng chất xơ, riboflavin và biotin và các khoáng chất, sắt và mangan, một thành phần dinh dưỡng tương tự như hàm lượng của quả việt quất.

## Polyphenol
Tương tự như quả việt quất, saskatoons có tổng hàm lượng polyphenol là 452 mg trên 100 g (trung bình của các giống 'Smoky' và 'Northline'), flavonols (61 mg) và anthocyanins (178 mg), mặc dù những người khác nhận thấy giá trị phenolic thấp hơn trong giống 'Smoky' hoặc cao hơn. Quercetin, cyanidin, delphinidin, pelargonidin, petunidin, peonidin và malvidin cũng được tìm thấy trong quả Saskatoon.

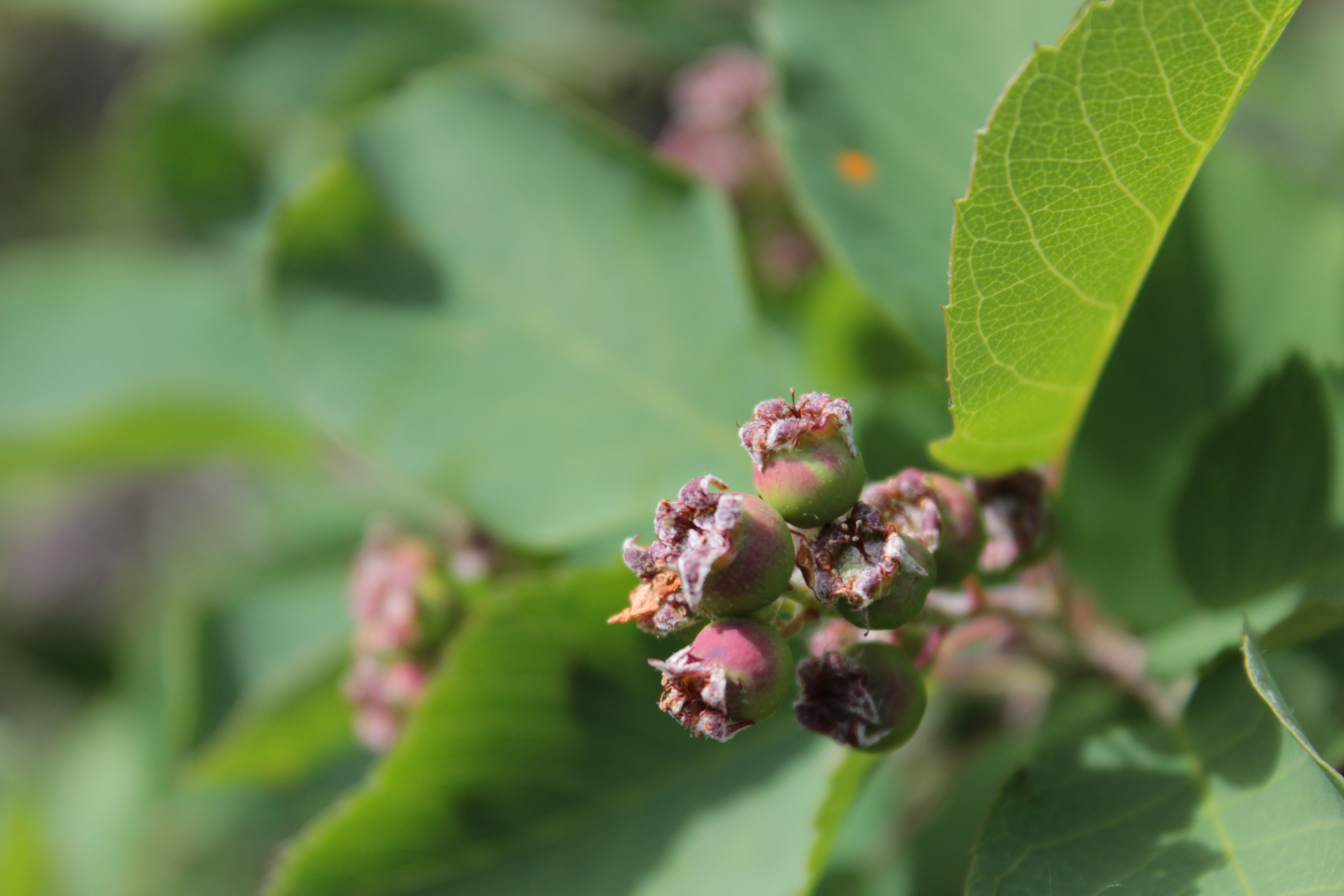
Trái cây chưa chín